# 생체전기
생체전기는 생물체 내에서 발생하는 미세한 전기를 말한다. 모든 전기에너지는 전위와 전류를 띄고 있다. 생체전기도 마찬가지다. 생체전기는 여러 생물학적 과정으로 생겨나는 미세한 에너지이다.

## 생체전기를 발견한 실험
1786년경 이탈리아 볼로냐대 교수였던 루이지 갈바니(Luigi Galvani, 1737~1798)의 개구리 근육 흥분 실험이 대표적인 실험이다.
요약하자면 개구리의 뒷다리 근육이 전기 때문에 수축된다는 내용이다. 그 후 근육 흥분 시에 전위차가 나타나는 것을 증명하였고, 20세기에 들어서는 진공관 증폭기를 전자오실로그래프나 브라운관오실로스코프와 조합하여 전기생리학에 널리 사용하게 되어 빠른 전위변동도 정확히 묘사할 수 있게 되었다. 생체에서 전기발생은 여러 조직이나 기관에서 볼 수 있지만 전기발생과 기능과의 관계가 밀접한 것은 흥분성세포, 특히 신경이다.
신경은 충격으로 신호를 전달하고 또한 시냅스를 통해 활동을 다른 신경세포에 전하는 기능을 가지고 있다. 신경충격 또는 흥분이라고 하는 것의 본질은 신경막에서 발생하는 활동전위이다. 신경이나 근육의 정지전위, 활동전위 또는 여러 시냅스후 전위 등은 그 발생기구나 기능적 역할에 있어서 흥미가 있을 뿐만 아니라 신경, 근육계의 활동지표로 이용된다(뇌파, 심전도, 근전도, 망막전도 등).
뇌파는 다수로 존재하는 뇌의 신경세포가 발사하는 활동전위 또는 시냅스후 전위의 총합을 두개상에 설치한 전극으로부터 얻을 수 있지만 미소전극을 뇌실질에 자입하여 조사하면 개개의 신경세포가 발하는 스파이크전위를 관찰할 수 있고, 세포내에 전극선단을 삽입하는 경우에는 개개 신경세포의 막전위 변화를 기록할 수 있다. 또한 망막이나 내이와우와 같은 감각수용기는 빛 또는 소리자극에 따라 특유한 수용기전위를 발생한다.
신경 이외에도 피부 점막 또는 망막 등의 상피조직이나 샘(腺)등에서는 물질의 능동적 또는 수동적인 수송이나 분비 등과 관계있는 전위가 기록된다. 이러한 조직의 세포는 내, 외 양측 막의 성질이 다른데 한 쪽 막에서 능동수송이 이루어지는 경우가 많다. 정지전위나 활동전위는 보통 10~100mV정도지만 발전어의 전기기관으로부터 나오는 것에는 수백 V에 달하는 것도 있는데 그 이유는 다수의 발전세포 전위가 가산되도록 직렬배치되어 있기 때문이다.
활동전위는 동물의 여러 기관에서 발견되고 있을 뿐만 아니라 식물에서도 변형체나 과실, 신경초, 조류의 단일세포 예를 들면 나이텔라 등에서 정지전위나 활동전위가 관찰되고 있다.

## 인체의 전기
실제로 인체는 생체전기를 신경계에서 정보를 교류하는 데에 쓰인다. 그리고 인체의 장기도 전기자극 덕분에 제 역할을 수행할 수 있다.

## 같이 보기
- 뉴런
- 이온통로
- 휴지전위
- 활동전위